# Glubokoje (Vuoksa)
Glubokoje (rusky Глубокое озеро) je jedno z největších jezer na Karelské šíji v Leningradské oblasti v Rusku. Nachází se 2 až 3 km od Východovyborské silnice. Má rozlohu přibližně 37,9 km².

## Vodní režim
Patří do povodí řeky Vuoksy a je s ním spojeno krátkým průtokem přes jezera Ochotničje a Bolšoje Rakovoje.

## Historie
Na severním břehu u nevelké vesnice Ogoňki se nachází pozůstatky staré reduty z 18. století Suvekšanc. Byla postavena za Petra I. na ochranu základních komunikací mezi Vyborgem a Sankt Petersburgem. Na východním břehu se do revoluce nacházela chata zakladatele ruské ortopedie profesora Turnera (zničena byla během 2. světové války). Nedaleko jezera procházela Mannerheimova linie.